# Bundesflottenplan 1865
Eine Bundesflotte oder Flotte des Deutschen Bundes war ein Plan aus der Zeit des Deutschen Bundes. Preußen und Österreich einigten sich im Jahr 1865 mit der Gasteiner Konvention darauf, gemeinsam im Bundestag die Aufstellung von Seestreitkräften zu beantragen. Die Konvention regelte ferner die Ausübung der gemeinsamen österreichisch-preußischen Herrschaft in Schleswig-Holstein und die Gewalt über den Hafen von Kiel. Der Deutsche Krieg von 1866, der zur Auflösung des Deutschen Bundes führte, beendete auch den Flottenplan. Statt einer Bundesflotte im Jahre 1865/1866 kam es schließlich im Jahr 1867 zur Marine des Norddeutschen Bundes. Daraus entwickelte sich die Marine des Kaiserreiches.
Der Deutsche Bund hatte bereits über eine Flotte verfügt: Die Reichsflotte war vom revolutionären Reich 1848/1849 aufgestellt worden, um damals im Krieg gegen Dänemark die deutschen Küsten zu schützen. 1852 hatte der wiederhergestellte Deutsche Bundestag die Flotte aufgelöst.

## Vorgeschichte
Nach dem Deutsch-Dänischen Krieg 1864 wurden die so genannten Elbherzogtümer Schleswig, Holstein und Lauenburg unter die gemeinsame Verwaltung Österreichs und Preußens gestellt. Der preußische Ministerpräsident Otto von Bismarck benutzte Meinungsverschiedenheiten, die sich vor allem auf die Thronansprüche des Herzogs von Augustenburg bezogen, um seinem Ziel der Eingliederung Schleswig-Holsteins nach Preußen näher zu kommen.
Eine preußische Kabinettsorder vom 24. März 1865 bestimmte die Verlegung der Marinestation der Ostsee von Danzig nach Kiel und damit die Nutzung dieses Hafens für die Preußische Marine. Diese und andere Maßnahmen führten Preußen und Österreich im Sommer 1865 an den Rand eines Krieges. Mit der Gasteiner Konvention unternahmen die Kontrahenten einen letzten Versuch, diesen abzuwenden.

## Marineregelungen der Gasteiner Konvention
Artikel 1 und 9 der Gasteiner Konvention teilte die Verwaltung Schleswig-Holsteins dergestalt auf, dass die Herzogtümer Schleswig und Lauenburg von Preußen, Holstein hingegen von Österreich verwaltet werden sollten. Bezüglich Flottenfrage und der Nutzung des Hafens Kiel bestimmte Artikel 2:
„Die hohen Contrahenten wollen im Bunde die Herstellung einer deutschen Flotte in Antrag bringen, und für dieselbe den Kieler Hafen als Bundeshafen bestimmen. Bis zur Ausführung der desfallsigen Bundesbeschlüsse benützen die Kriegsschiffe beider Mächte diesen Hafen und wird das Kommando und die Polizei über denselben von Preußen ausgeübt. Preußen ist berechtigt, sowohl zur Verteidigung der Einfahrt Friedrichsort gegenüber die nötigen Befestigungen anzulegen, als auch auf dem holsteinischen Ufer der Bucht, die dem Zweck des Kriegshafens entsprechenden Marine-Etablissements einzurichten. Diese Befestigungen und Etablissements stehen gleichfalls unter preussischem Kommando, und die zu ihrer Besatzung und Bewachung erforderlichen preussischen Marinetruppen und Mannschaften können in Kiel und Umgebung einquartiert werden.“
Damit erhielt Preußen die Möglichkeit, den Hafen Kiel nicht nur weiter zu nutzen, sondern dort sogar die Kommandogewalt auszuüben, obwohl er im österreichisch verwalteten Holstein lag.
Mit dieser Vereinbarung wurde nach dem Aufbau der Reichsflotte durch die Frankfurter Nationalversammlung ab 1848 und ihrer Auflösung 1853 ein neuer Versuch unternommen, eine einheitliche deutsche Flotte aufzubauen. Nach dem Deutschen Krieg 1866 wurde der Deutsche Bund jedoch aufgelöst. Preußen brachte seine Seestreitkräfte in die Marine des Norddeutschen Bundes ein.